# Université d'Ottawa
L'Université d'Ottawa (en anglais : University of Ottawa) est une université publique canadienne officiellement bilingue située à Ottawa, en Ontario. Elle propose des programmes académiques dans de nombreux champs disciplinaires, répartis en dix facultés et fait partie du Regroupement des universités de recherche du Canada U15. L'Université Saint-Paul lui est affiliée. 
Le campus principal de 42,5 hectares, est situé dans le quartier Côte-de-Sable, au bord du canal Rideau à proximité du Parlement du Canada, de la Cour suprême du Canada et des autres ministères et organismes du gouvernement du Canada. L’université accueille plus de 42 000 étudiants, dont près de 34 % ont le français comme langue maternelle.

Logo de l'université.

## Historique
L'Université d'Ottawa a été créée en 1848 sous le nom de « collège de Bytown » par le premier évêque du diocèse catholique d'Ottawa Joseph-Bruno Guigues. Elle est alors placée sous la direction des Oblats de Marie-Immaculée. En 1861, elle est renommée « collège d'Ottawa » afin de refléter le changement de nom de la ville et reçoit le statut d'université en 1866 par une charte royale. Le pape Léon XIII lui accorde une charte pontificale le 5 février 1889 et en fait ainsi une université pontificale. L'université est réorganisée le 1er juillet 1965 comme organisation indépendante de toute congrégation religieuse. Les chartes civiles et pontificales sont transférées à la nouvelle Université Saint-Paul, affiliée à l'Université d'Ottawa.

## Le campus
Le campus central de l'Université se situe dans le quartier Côte-de-Sable au centre-ville d'Ottawa et occupe une superficie de 35,3 ha. Cependant, l'établissement possède aussi des bâtiments répartis à travers la ville, ce qui lui donne une superficie totale de 42,5 ha. Lors de sa fondation, le campus était proche de la basilique-cathédrale Notre-Dame d'Ottawa. En raison du manque d'espace, les locaux furent déménagés en 1852 du côté du Musée des beaux-arts du Canada avant de se retrouver depuis 1856 sur l'emplacement actuel.
Les bâtiments de l'Université datent d'époques très variées, le plus récent ayant été achevé en 2017. Au cours de l'année académique 2011-2012, l'UO gérait 30 bâtiments principaux, 806 laboratoires de recherche, 301 laboratoires d'enseignement ainsi que 257 salles de classe et séminaires.

### Bibliothèques et musées
Les Bibliothèques de l'Université d’Ottawa forment un réseau réunissant plus de 4,5 millions de titres. L’édifice de la Bibliothèque Morisset, situé au cœur du campus, abrite la médiathèque, les archives et collections spéciales, ainsi que le Centre d’information géographique, statistique et gouvernementale. L’Université a cinq bibliothèques spécialisées : la Bibliothèque de droit Brian-Dickson dans le pavillon Fauteux ; la Bibliothèque des sciences de la santé dans le pavillon Roger-Guindon ; la Bibliothèque de gestion située au pavillon Desmarais ; la Musicothèque Isobel-Firestone dans le pavillon Pérez ; la Bibliothèque de la Faculté des sciences sociales dans le pavillon de la Faculté des sciences sociales. Les ouvrages peu empruntés sont conservés dans l’Annexe, un entrepôt hors campus. En 2018, le réseau de la Bibliothèque comptait 2 413 860 livres imprimés et 1 792 884 livres électroniques.
La bibliothèque Morisset porte le nom d'Auguste-Marie Morisset, bibliothécaire en chef de 1934 à 1958, et la bibliothèque de droit Brian Dickson porte le nom de Brian Dickson, juge en chef du Canada. Les Archives et collections spéciales de la Bibliothèque Morisset conservent une collection de manuscrits et de livres rares. Des incunables et post-incunables, des ouvrages du XVIe siècle (éditions aldines, Froben, Gryphe, entre autres), plusieurs en première édition, et des manuscrits datant de la fin du Moyen Âge et du début de la Renaissance y sont conservés. Les collections incluent un manuscrit d'une traduction du Phédon de Platon par Jean de Luxembourg (vers 1536), la plus ancienne traduction d'une œuvre de Platon en langue française. On dénombre aussi quelques livres d'heures de facture italienne et française.
Les Archives et collections spéciales contiennent des fonds d'archives sur différents sujets (archives slovaques, archives littéraires). Elle comprend également le fonds Arthur Bray, constitué des documents de recherche de l'ufologue canadien Arthur Bray. Elle comprend une importante collection d'archives documentant l'histoire de la seconde vague du mouvement féministe au Canada, dont la collection des Archives canadiennes du mouvement des femmes, et possède la plus grande collection de publications féministes au Canada. Des périodiques et des bulletins d'information, tels que Branching Out et Broadside sont représentés.
En 2018, les Archives et collections spéciales ont collaboré avec Bibliothèque et Archives Canada et l'Institut Canadien pour les femmes en ingénierie et en sciences (CIWES-ICFIS) fondé par Monique Frize, Claire Deschênes, Gail Mattson pour le projet d'Archives canadiennes des femmes en STIM.
Le Musée des Antiquités classiques de l'Université d'Ottawa a été créé en 1975 et est géré par le Département des études classiques et religieuses. Composée de divers objets de la vie courante remontant à des périodes allant du VIIe siècle av. J.-C. jusqu'au VIIe apr. J.-C., la collection abrite aussi des expositions itinérantes.

### Hébergements
Bien que la plupart des étudiants logent à l'extérieur du campus, l'université dispose de onze résidences de différents styles, avec chambres simples ou chambres doubles ou plus. Dix d'entre elles sont offertes aux étudiants de première année : Leblanc, Marchand, Stanton, Thompson, Rideau, Henderson, 90 University, Friel, Brooks et Hyman Soloway. La résidence au 45 rue Mann est réservée aux étudiants de 2e, 3e et 4e année.

### Développement durable
Créé en 2006, le Bureau du Développement durable coordonne, promeut et exécute les activités liées au développement durable.
L’UO accorde une grande importance aux espaces verts à l’extérieur tout comme à l’intérieur. Un programme de jardin communautaire est mis en place avec plus de 50 lots à réserver. L’édifice de la Faculté des sciences sociales contient un mur végétal de 6 étages avec plus de 2 000 plantes de 12 espèces différents. Ce mur vert est un des plus grands murs de biofiltration en Amérique du Nord. 
En 2007, le bureau du Développement durable a créé le terme « Gratuiterie ». La Gratuiterie est un espace où la communauté étudiante peut venir chercher des objets, accessoires et vêtements laissés par d'autres étudiants, ce qui contribue à la réduction de déchets. Depuis, le concept de Gratuiterie a essaimé, premièrement à Grenoble puis ailleurs en France où les Gratuiteries gagnent en popularité. 
Le Bureau de Développement durable contribue également à un campus plus vert et éco-responsable en ayant des partenaires sur des projets comme le projet pilote C'est réglé, qui distribue gratuitement des produits menstruels organiques dans différentes salles de bains de l'université.  

## Dimension francophone
En 1965, la Loi de l'Université d'Ottawa lui confère la mission spécifique de « préserver et développer la culture française en Ontario », ce qui va rapidement augmenter la proportion d'étudiants francophones. En 2012, elle était la plus grande université bilingue anglais-français au monde et la proportion d'étudiants utilisant le français comme première langue s'élevait à 33,3 % (contre 66,7 % d'anglophones). En 2023, l'université offre 365 programmes en français de premier cycle et de niveau maîtrise et doctorat, et compte 14 700 étudiants francophones. Compte tenu de son importance et de son rayonnement dans la communauté francophone de l'Ontario, un groupe d'experts estime qu'elle est un « acteur majeur de l’offre de programmes bilingues et en français » et qu'elle pourrait fédérer l'Université de l'Ontario français et l'Université de Hearst ou chapeauter un consortium comprenant tous les établissements d’enseignement post-secondaire francophone et bilingue afin d'en assurer la viabilité financière à long terme.
L'Université abrite l'Institut des langues officielles et du bilinguisme (ILOB) officiellement ouvert le 1er juillet 2007, en remplacement de l'Institut des langues secondes, avec mission de promouvoir le bilinguisme anglais-français et de renforcer la recherche, l'innovation et les efforts de sensibilisation dans les langues officielles et du bilinguisme.

## Vie étudiante
Les deux principaux syndicats étudiants sont le Syndicat étudiant de l'Université d'Ottawa (depuis 2019) pour les étudiants de 1er cycle et la Graduate Students' Association des étudiants diplômés (GSAÉD) pour les étudiants des 2e et 3e cycles. Après des allégations de mauvaise gestion financière, il a été décidé que la Fédération étudiante de l'Université d'Ottawa, à partir du 24 décembre 2018, ne serait plus l'organisation principale représentant les étudiants du premier cycle. La plupart des facultés disposent en outre de leurs propres associations étudiantes. Quant aux personnes qui résident sur le campus, elles sont représentées par l'Association des résidents de l'UO (ARUO).
Plus de 175 organisations et clubs étudiants sont officiellement accrédités par le syndicat étudiant, couvrant  différents intérêts intellectuels, culturels, religieux, sociologiques et ludiques.

Le logo de l’équipe sportive de l’Université d’Ottawa.

Deux journaux indépendants et à but non lucratif sont publiés au sein de l'Université : La Rotonde en français et The Fulcrum en anglais. CHUO-FM (89.1 FM) a commencé à diffuser en ondes en 1984, ce qui fait d'elle une des plus anciennes radio campus du Canada.
La FÉUO reconnaît trois fraternités (Sigma Alpha Mu, Omega Theta Alpha, Sigma Chi) et huit sororités (Delta Delta Delta, Alpha Phi, Nu Sigma Pi, Omega Phi Sigma, Sigma Beta Phi, Theta Sigma Psi, Xi Delta Theta, and Zeta Theta Xi).

## Polémique
En 2020, la mention du mot nigger par une enseignante de l'Université d'Ottawa donne lieu à une importante polémique sur la liberté académique qui débouchera, au Québec, sur la création de la Commission scientifique et technique indépendante sur la reconnaissance de la liberté académique dans le milieu universitaire.

## Centres de recherche et associations
- Association canadienne de philosophie
- Association des anciens de l'Université d'Ottawa
- Centre de recherche en civilisation canadienne-française
- Collège des chaires de recherche sur le monde francophone
- Fédération étudiante de l'Université d'Ottawa
- L'Université d'Ottawa est membre de l'Association des universités et collèges du Canada (AUCC).

## Personnalités liées à l'université
Parmi les personnalités diplômées de l'UO on peut mentionner notamment les juges et avocats Louise Arbour, Michel Bastarache, Michel Bélanger, France Margaret Bélanger, Louise Charron, Louis LeBel, Richard Wagner et Gérald Fauteux.
Dans le monde des affaires, de la culture et de la politique : Paul Desmarais et André Desmarais de Power Corporation, le cinéaste Philipe Falardeau, le géopolitologue Dimitri Kitsikis, le président du Cirque du Soleil Daniel Lamarre, Benoît Pelletier, ministre dans le gouvernement de Jean Charest, l'écrivain Daniel Poliquin ainsi que le chanteur Roch Voisine.

### Prix Meritas-Tabaret
Créé en 1991, le Prix Méritas-Tabaret est la plus ancienne et prestigieuse des distinctions de l’Association des diplômés. Il est décerné à l'ancienne ou l'ancien de l'université qui se sera le plus distingué dans son domaine, qui aura exercé une influence certaine dans son milieu et qui, de plus, aura contribué au rayonnement de l'Université d'Ottawa.